# Aparasphenodon arapapa
Az Aparasphenodon arapapa a kétéltűek (Amphibia) osztályának békák (Anura) rendjébe és a levelibéka-félék (Hylidae) családjába tartozó faj.

## Előfordulása
A faj Brazília endemikus faja, azon belül Bahia államban honos. Természetes élőhelye a trópusi vagy szubtrópusi nedves síkvidéki erdők.